# Amegilla xerophila
Amegilla xerophila är en biart som först beskrevs av Cockerell 1911.  Amegilla xerophila ingår i släktet Amegilla och familjen långtungebin. Inga underarter finns listade i Catalogue of Life.